# Marcelle Barthe
Pour les articles homonymes, voir Barthe.
Marcelle Barthe (née Marcelle Blanche Claire Barthe) (26 septembre 1904 à Ottawa, Canada - 25 novembre 1964 à Montréal, Canada) est une animatrice de radio, comédienne et écrivaine canadienne.

## Biographie
Marcelle Barthe est la fille de Georges Antoine René Barthe (1864-1925) et de Marie Louise Rivard Dufresne (1868-1948). Elle a fait ses études au couvent de la Congrégation Notre-Dame à Ottawa.

### Contribution au théâtre
En 1935, elle est cofondatrice de la Société dramatique et troupe de théâtre de l'Université d'Ottawa La Rampe, à Ottawa. En 1932, elle est également membre fondatrice du Caveau, un regroupement d’artistes francophones à Ottawa-Hull. Elle joue dans la pièce de théâtre L’Innocente (1935), et remporte le trophée Bessborough. En 1933, à l'Université d'Ottawa, elle est médaillée de L'École de musique et obtient un diplôme en musique et élocution (ou déclamation). Elle fut également la secrétaire d'Armand Lavergne de 1930 à 1935.

### Contribution à la radio
En 1933, elle travaille à la station radiophonique CKCH, de Hull comme animatrice, sous le pseudonyme de Françoise, dans une émission féminine quotidienne qui a pour titre Pour vous Mesdames. Elle est d'ailleurs la première femme bilingue employée en tant qu'annonceure à la radio d'État,. Cette même année, elle est l’autrice ainsi que la réalisatrice d’une série d'émissions pour enfants dont elle est le personnage principal.
En 1935, elle donne la réplique à Florence Castonguay dans la pièce L'Innocente de Henri-René Lenormand. Cette pièce est honorée au Festival national d'art dramatique par l'obtention du trophée Bessborough, tandis que la performance de Marcelle Barte est soulignée favorablement par la critique.
Entre 1937 et 1938, Marcelle Barthe devient notamment chargée de reportages spéciaux à Radio-Canada. En 1938, elle passe une audition au réseau anglais de la Société Radio-Canada, et elle est embauchée sur-le-champ. Dès lors, elle commence l'écriture, la réalisation et l'animation de plusieurs émissions telles que Fémina, Madame est servie, Carte blanche, ainsi qu'une émission hebdomadaire intitulée Lettre à une Canadienne qui a duré près de 20 ans, plus précisément de 1938 à 1964. Elle y interviewe des personnalités d'ici et d'ailleurs. Chacune de ses émissions débute avec la lecture d'une de ses lettres à ses auditrices dont elle commente le sujet et y invite des personnalités connues en relation avec le sujet du jour. Elle fait l'adaptation de pièces de théâtre pour la télévision en français et en anglais. Elle est également l'animatrice de plusieurs émissions à grand déploiement sur le thème de la musique. 
Marcelle Barthe disait privilégier un ton familier et une forme de conversation intime avec les auditrices. Elle contribue ainsi à la prise de parole publique des femmes, tout en modulant les comportements et attitudes acceptables de la féminité dans les médias.
Elle fut la première femme bilingue à être engagée comme annonceure. Elle signe la réalisation des émissions Chant d'amour et Il était une fois. Elle décroche quelques rôles à la radio anglophone pour la Ottawa Drama League.
En 1939, lors du passage du roi George VI, ainsi qu'en 1951, avec la visite de la princesse Élisabeth et de son mari, le duc d'Édimbourg, elle commente les visites royales à la radio de Radio-Canada.
Quelque temps avant la seconde guerre mondiale, elle se rend en Europe afin d'acquérir une expertise dans le domaine de la radio nationale. Elle visite entre autres la France, l'Angleterre et l'Italie.
Elle a travaillé aux côtés de Thérèse Casgrain, femme politique, et de Henri Bergeron, comédien de renom. Elle a animé des conférences pour des clubs et des associations.

## Héritage
Dans la ville de Montréal, au Québec, on peut découvrir le parc Marcelle-Barthe, sur la rue Wolfe, entre la rue Ontario et la rue Robin. Il y a également une rue à Saint-Bruno-de-Montarville, au Québec, qui porte le nom de rue Marcelle-Barthe.